# کاپیتان (فیلم ۱۴۰۱)
کاپیتان فیلمی محمد حمزه‌ای به تهیه‌کنندگی سیدصابر امامی است که اولین نمایش عمومی آن در چهل و یکمین جشنواره‌ی فیلم فجر بوده است. این فیلم با هنرنمایی بازیگرانی چون پانته‌‌آ پناهی‌ها و پژمان بازغی و با موضوع سلامت و تلاش کادر درمان است که به مسایل انسانی و اخلاقی می‌پردازد.
فیلم سینمایی «کاپیتان» از تولیدات بنیاد سینمایی فارابی است که در میان آثار بخش سودای سیمرغ چهل و یکمین جشنواره بین‌المللی فیلم فجر حضور داشته است.. فیلم‌نامه‌ی «کاپیتان» را امیرمحمد عبدی به نگارش درآورده و در خلاصه داستان آن آمده است: «به من میگن عیسى، هرکارى بخوام می‌کنم.»
این فیلم پاسداشت مقام پرستار و ادای دینی به کودکان سرطانی است. نگارش فیلمنامه کاپیتان نزدیک به ۶ ماه طول کشیده و بعد از ۲ ماه پیش تولید، طی ۶۴ روز فیلمبرداری آن تمام شد.
‌  

## خلاصه داستان
«کاپیتان» روایتگر قصه دو پسر بچه به نام عیسى و على  است که رویاى فوتبالیست شدن داشته و در بخش کودکان سرطانی یک بیمارستان بستری هستند. آن دو تصمیم گرفته‌اند قبل از آخرین عمل سنگین على، دور از چشم پزشکان و پرستاران به رویای خود دست یابند.
‌

## اکران
علی‌رغم این که سیدصابر امامی تهیه‌کننده فیلم از نمایش عمومی کاپیتان در پاییز ۱۴۰۲ خبر داده بود با این حال با به تعویق افتادن این موضوع و از دست رفتن زمان اکران، فیلم کاپیتان از فرودین ماه ۱۴۰۳ بر روی پلتفرم فیلیمو به صورت آنلاین به اکران درآمد. این موضوع با نارضایتی محمد حمزه‌ای کارگردان فیلم همراه بود و در مصاحبه‌ای اکران آنلاین را یک قاچاق محترمانه دانست.
‌

## جوایز و افتخارات
| مراسم                                                     | تاریخ برگزاری  | نتیجه                                                            | منبع                 |
| --------------------------------------------------------- | -------------- | ---------------------------------------------------------------- | -------------------- |
| چهل و یکمین جشنواره فیلم فجر                              | ۲۲ بهمن ۱۴۰۱   | حضور در بخش سودای سیمرغ                                          | [ ۱۶ ]               |
| سی و پنجمین جشنواره بین‌المللی فیلم‌های کودک و نوجوان ایران | ۲۰ مهر ۱۴۰۲    | نامزد بهترین کارگردانی و بهترین بازیگر کودک و برنده جایزه فارابی | [ ۱۷ ]               |
| پنجاه و سومین جشنواره بین‌المللی فیلم رشد                  | ۶ دی ۱۴۰۲      | برنده بخش ایران                                                  | [ ۱۸ ]               |
| بیست و دومین جشنواره فیلم داکا                            | دی ماه ۱۴۰۲    | راه‌یافته                                                         | [ ۱۹ ] [ ۲۰ ]        |
| سومین جشنواره بین‌المللی فیلم دریای سرخ                    | ۱۸ آذرماه ۱۴۰۲ | راه‌یافته                                                         | [ ۲۱ ] [ ۲۲ ]        |
| بیست و یکمین جشنواره چنای                                 | ۳۰ آذر ۱۴۰۲    | راه‌یافته                                                         | [ ۲۳ ]               |
| بیست و هفتمین جشنواره شب‌های سیاه تالین                    | ۲۸ آبان‌ ۱۴۰۲   | راه‌یافته                                                         | [ ۲۴ ] [ ۲۵ ]        |
| بیست و هشتمین دوره جشنواره فیلم‌های کودک و نوجوان اشلینگل  | ۸ مهر ۱۴۰۲     | راه‌یافته                                                         | [ ۲۶ ] [ ۲۷ ] [ ۲۸ ] |
| سومین جشنواره بین‌المللی کودکان گوآهاتی                    | ۴ بهمن ۱۴۰۲    | راه‌یافته                                                         | [ ۲۹ ]               |
| سی و سومین جشنواره شوالیه طلایی                           | 9 خرداد ۱۴۰۲   | راه‌یافته                                                         | [ ۳۰ ] [ ۳۱ ] [ ۳۲ ] |

‌